# Langue des signes slovaque
La langue des signes slovaque est une langue des signes utilisée par les sourds et leurs proches en Slovaquie. Elle est officiellement reconnue et protégée par la loi no 149 du 26 juin 1995.